# EduK
A eduK é uma startup brasileira especializada em cursos online, lançada em 2013 pelo técnico da seleção brasileira masculina de vôlei Bernardinho juntamente com Eduardo Lima e Robson Catalan. A eduK tornou-se pioneira no conceito da edutainment no Brasil.  A plataforma oferece cursos de profissionalização nas áreas de Gastronomia, Negócios, Artesanato, Design e Fotografia, Moda, Beleza e Estética, entre outros. Os cursos são transmitidos ao vivo e gratuitamente e, em seguida, são incorporados ao catálogo, podendo ser acessados através de planos de assinatura.
Em 2016, a eduK foi considerada pela revista Fast Company como a segunda empresa mais inovadora da América Latina. Através dos cursos on-line, a própria startup tem conseguido fomentar outras startups nacionais na sua plataforma de educação. No mesmo ano, a empresa atingiu a marca dos 100 mil assinantes, 4 milhões de alunos cadastrados, mais de 1000 cursos realizados com cerca de 400 professores e um faturamento acumulado de R$ 64 milhões (2013 a 2015).